# Ilse Thiele
Pour les articles homonymes, voir Thiele.
Ilse Thiele, née Neukrantz le 4 novembre 1920 à Berlin (Allemagne) et morte le 10 janvier 2010 dans la même ville, est une femme politique est-allemande. Membre du comité central du Parti socialiste unifié d'Allemagne (SED) entre 1954 et 1989, elle est présidente de la Ligue démocratique des femmes d'Allemagne (DFD) entre 1953 et 1989,.

## Biographie

### Origines et premiers engagements
Elle naît à Berlin, dans le quartier de Lichtenberg. Son père est manutentionnaire, avant de trouver un travail de bureau ; sa mère est modiste. Avec son frère Heinz Neukrantz (de), elle fréquente l'école primaire et secondaire du quartier. De 1937 à 1945, elle travaille comme sténographe. Elle est membre du Front allemand du travail.
Après la Seconde Guerre mondiale, désormais femme au foyer à Wietze, elle rejoint le Parti communiste (KPD). En 1946, elle déménage dans la zone d'occupation soviétique, où le KPD fusionne avec le SPD pour former le Parti socialiste unifié d'Allemagne (SED), qu'elle rejoint. C'est le futur parti dirigeant de la République démocratique allemande (RDA, fondée en 1949).
Sténographe auprès de plusieurs employeurs, elle adhère en 1946 à la Fédération des syndicats (FDGP / Freier Deutscher Gewerkschaftsbund). Entre 1948 et 1950, elle est conseillère municipale chargée des affaires sociales à Berlin-Lichtenberg. De 1946 à 1952, elle est également membre de l'équipe dirigeante du parti à Lichtenberg. En 1950, elle devient secrétaire régionale de Berlin pour la Ligue démocratique des femmes d'Allemagne (DFD), l'organisation féminine de la RDA. En 1950-1951, elle étudie à la Parteihochschule Karl Marx.

### Cadre de la RDA

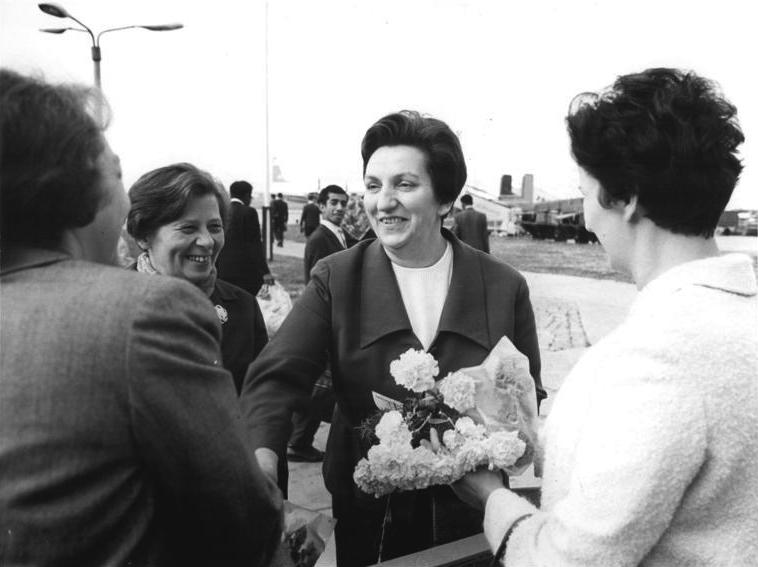
Ilse Thiele, présidente de la DFD et représentante de la FDIF pour la RDA, à l'aéroport du Caire, en 1967.

En 1953, Ilse Thiele succède à Elli Schmidt comme présidente de la DFD,, poste qu'elle occupe jusqu'en novembre 1989.
En avril 1954, elle devient l'un des 91 membres du comité central du SED. La structure constitutionnelle de la République démocratique allemande insistait sur le rôle prépondérant du parti et l'appartenance au comité central la plaçait donc au cœur des prises de décision, dans un système qui obligeait les ministres à simplement exécuter les décisions politiques du parti. Elle reste membre du comité central pendant deux décennies et demie, jusqu'à ce que le comité central démissionne lui-même en novembre 1989, dans le cadre des préparatifs de la réunification.
De 1954 à mars 1990, elle est également députée à la Chambre du peuple (Volkskammer). Malgré son appartenance au SED, elle représentait officiellement la DFD au sein de l'assemblée. Entre 1950 et 1986, le SED a en effet toujours recueilli plus de 99 % des voix lors des élections législatives, mais la DFD faisait partie d'un certain nombre de partis dits de bloc et de mouvements de masse, qui avaient droit à un quota de sièges à la Volkskammer.
En 1954, elle devient membre du présidium du Front national, l'alliance organisationnelle des partis politiques de second rang et des mouvements de masse instrumentalisés par le SED. En 1971, elle rejoint le Conseil d'État, en restant membre jusqu'en janvier 1990.
Sur le plan international, de 1964 à 1989, elle est vice-présidente de la Fédération démocratique internationale des femmes, une organisation de femmes proche du mouvement communiste et de l'URSS.

### Après la réunification
Ilse Thiele meurt à Berlin début 2010, quelques mois après son 89e anniversaire.

## Décorations
- 1957 : Médaille Clara-Zetkin
- 1965 : Ordre du Mérite patriotique (or)
- 1985 : Ordre de Karl-Marx

## Source
- (en) Cet article est partiellement ou en totalité issu de l’article de Wikipédia en anglais intitulé « Ilse Thiele » (voir la liste des auteurs).